# Eleocharis trilophus
Eleocharis trilophus är en halvgräsart som beskrevs av Charles Baron Clarke. Eleocharis trilophus ingår i släktet småsäv, och familjen halvgräs. Inga underarter finns listade i Catalogue of Life.